# Chiopris - Viscone
Chiopris - Viscone (furlansko Cjopris e Viscon) je občina v nekdanji Pokrajini Videm v avtonomni deželi Furlaniji - Julijski krajini. Občina ima 683 prebivalcev. 

## Naselja
- Chiopris / Cjopris
- Viscone / Viscon